# تیهواچان
تیهواچان (به اسپانیایی: Tehuacán) یک منطقهٔ مسکونی در مکزیک است که در تهواکان واقع شده‌است. تیهواچان ۵۵۳٫۵۷ کیلومتر مربع مساحت و ۲۷۴٬۹۰۶ نفر جمعیت دارد و ۱٬۶۰۰ متر بالاتر از سطح دریا واقع شده‌است.